# China Dragon
Die China Dragon (chinesisch 中國龍之隊 / 中国龙之队) waren eine Eishockeymannschaft aus dem chinesischen Shanghai, die seit der Saison 2007/08 in der Asia League Ice Hockey spielt. Zuvor hat das Team unter den Namen Hosa und Changchun Fu'ao am Spielbetrieb der Liga teilgenommen.

## Geschichte
Zu Beginn der Saison 2004/05 meldeten mit dem Harbin Ice Hockey Team und Qiqihar Ice Hockey Team erstmals zwei Teams aus der Volksrepublik China jeweils eine Mannschaft für die Saison. Beide belegten in den folgenden drei Jahren jeweils mit Abstand die beiden letzten Plätze in der Tabelle und verpassten die Qualifikation für die Playoffs. Vor der Saison 2006/07 hatten sich beide Teams umbenannt. Das Harbin Ice Hockey Team spielte fortan als Hosa und das Qiqihar Ice Hockey Team unter dem Namen Changchun Fu'ao.

### Kooperation mit den San Jose Sharks

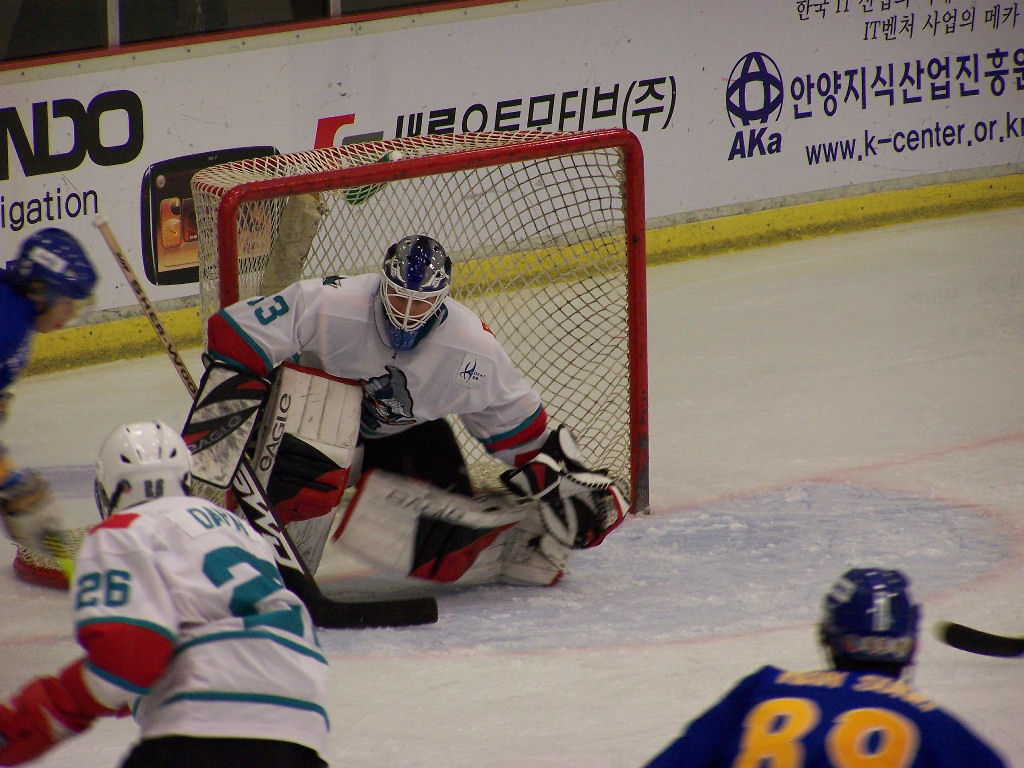
Sharks-Torhüter Wade Flaherty in Aktion

Zur Saison 2007/08 schlossen sich die beiden chinesischen Teams zusammen und benannten sich in China Sharks um. Mit Hilfe des Chinesischen Wintersportverbandes wurde eine Kooperation mit den San Jose Sharks aus der National Hockey League geschlossen, die die Chinesen mit fünf Spielern aus den Minor Leagues und drei Trainern in der Spielzeit unterstützten. Als Gegenleistung übernahmen die San Jose Sharks die Namensrechte des Klubs. Der Hintergrund der Kooperation ist die Popularität der Sportart im bevölkerungsreichsten Land der Erde zu steigern. Trotz der Unterstützung aus Nordamerika schlossen die Sharks die Saison als das schlechteste Team der Liga, mit nur drei Siegen aus 30 Partien, ab. Die importierten Spieler stachen dabei in ihren Leistungen deutlich aus dem Kader heraus.
Vor Beginn der Saison 2008/09 gab die Silicon Valley Sports & Entertainment bekannt, dass der Sitz des Team von Peking nach Shanghai verlegt wurde, und das Songjiang Stadium das Peking Shijixing Sport Center als neue Heimspielstätte ablöst. Durch veränderte Regeln im Ligabetrieb war es den Sharks zudem gestattet im neuen Spieljahr mit sieben ausländischen Spielern im Kader anzutreten, woraufhin mit Wade Flaherty, Steve McKenna und Adam Taylor drei Spieler mit Erfahrung aus der National Hockey League verpflichtet wurden. Des Weiteren übernahm Flaherty auch den Posten des Torwarttrainers, während McKenna, als spielender Assistenztrainer, Cheftrainer Derek Eisler unterstützen sollten. Im Sommer 2009 endete die Kooperation und das Team wurde in China Dragon umbenannt. Seither belegte das Team immer mit großem Abstand den letzten Ligaplatz, wiewohl es seit der Saison 2015/16 zu einer sportlichen Aufwärtsentwicklung gekommen ist. 2017 stellte die Mannschaft den Spielbetrieb ein.
Als Logo verwendeten die China Sharks das Logo der Cleveland Barons, einem früheren Farmteam der San Jose Sharks.

## Saisonstatistik
Abkürzungen: Sp = Spiele, S = Siege, OTS = Siege nach Overtime, SOS = Siege nach Shootout, U = Unentschieden, SON = Niederlagen nach Shootout, OTN = Niederlagen nach Overtime, N = Niederlagen, ET = Erzielte Tore, GT = Gegentore, Pkt = Punkte
| Saison  | Sp | S | OTS | SOS | U | SON | OTN | N  | ET  | GT  | Pkt | Platz    | Playoffs           |
| ------- | -- | - | --- | --- | - | --- | --- | -- | --- | --- | --- | -------- | ------------------ |
| 2007/08 | 30 | 3 | 0   | –   | 0 | –   | 1   | 26 | 63  | 159 | 10  | 7. Platz | nicht qualifiziert |
| 2008/09 | 36 | 5 | 1   | 1   | – | 3   | 1   | 25 | 60  | 129 | 23  | 6. Platz | nicht qualifiziert |
| 2009/10 | 36 | 1 | 0   | 0   | – | 0   | 0   | 35 | 64  | 218 | 3   | 7. Platz | nicht qualifiziert |
| 2010/11 | 36 | 0 | 0   | 0   | – | 1   | 1   | 34 | 46  | 248 | 2   | 7. Platz | nicht qualifiziert |
| 2011/12 | 36 | 0 | 0   | 0   | – | 0   | 1   | 35 | 53  | 251 | 1   | 7. Platz | nicht qualifiziert |
| 2012/13 | 42 | 0 | 0   | 0   | – | 1   | 1   | 40 | 67  | 297 | 2   | 7. Platz | nicht qualifiziert |
| 2013/14 | 42 | 0 | 0   | 0   | – | 0   | 0   | 42 | 58  | 340 | 0   | 8. Platz | nicht qualifiziert |
| 2014/15 | 48 | 5 | 1   | 2   | – | 1   | 1   | 38 | 116 | 248 | 23  | 9. Platz | nicht qualifiziert |
| 2015/16 | 48 | 3 | 3   | 1   | – | 2   | 3   | 36 | 105 | 247 | 22  | 9. Platz | nicht qualifiziert |
| 2016/17 | 48 | 4 | 3   | 0   | – | 2   | 1   | 38 | 106 | 274 | 21  | 9. Platz | nicht qualifiziert |

## Ehemalige Spieler
- Scott Barney
- Wade Flaherty
- Andrej Kawaljou
- Claude Lemieux
- Steve McKenna
- Mikhail Nemirovsky
- Kevin Quick
- Alex Westlund